# Erik Dekker

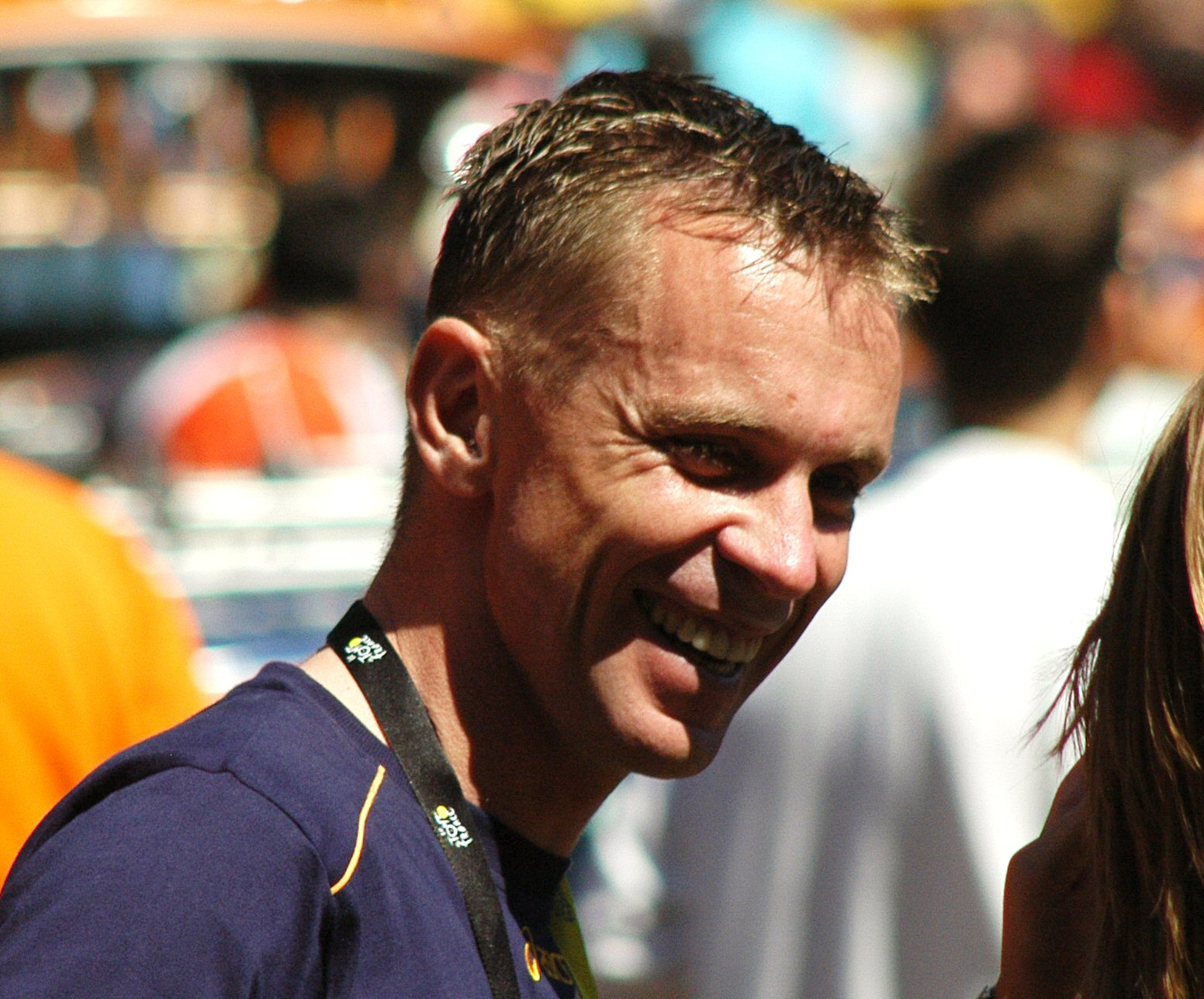
Dekker bij de start van de 8e etappe van de Ronde van Frankrijk 2007

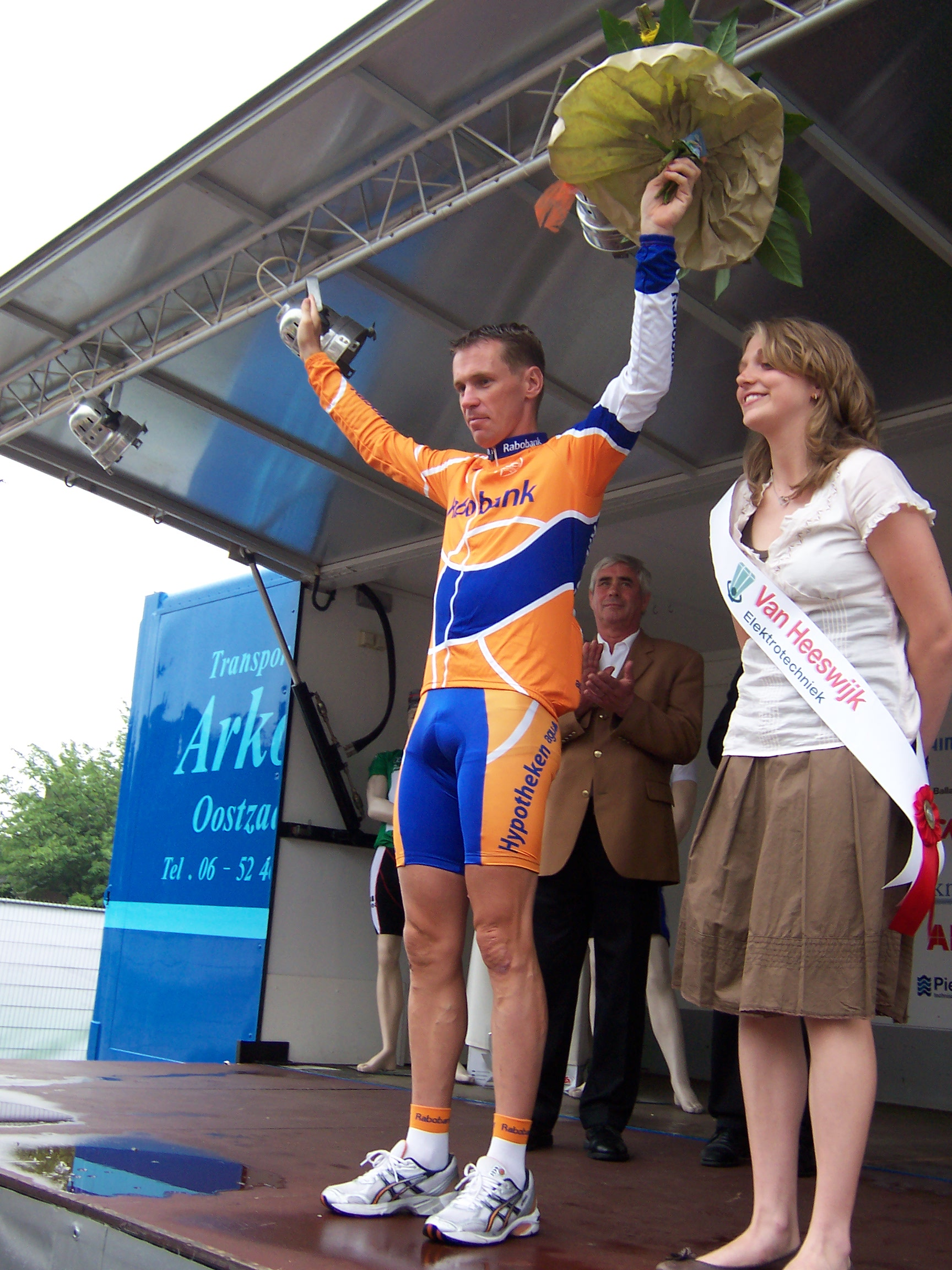
Dekker wordt gehuldigd na de tijdrit in de Ster Elektrotour 2006

Erik Dekker (Hoogeveen, 21 augustus 1970) is een Nederlands voormalig wielrenner. Hij was beroepsrenner van 1992 tot 2006. Van 2007 tot en met 2015 was Erik Dekker actief als ploegleider bij de Rabobank Wielerploeg. Vanaf 2014 leeft deze ploeg voort onder de naam Team LottoNL-Jumbo.

## Biografie
Dekker reed als achtjarige zijn eerste wielerwedstrijd voor de Peddelaars en was al snel succesvol. Op twaalfjarige leeftijd won hij in zijn categorie in 1983 de Tour de Junior in Achterveld. In 1985 werd hij dan ook uitgenodigd om tot de nationale juniorenselectie toe te treden. Wapenfeiten uit zijn junioren- en amateurtijd zijn onder meer tweede plaatsen op het WK jeugd in Bergamo in 1987 en de wegwedstrijd van de Olympische Spelen van Barcelona (1992).
In 1994 als renner van WordPerfect haalt hij zijn eerste overwinning als professional, een etappe in de Ronde van het Baskenland. Hij reed ook mee in de beruchte Waalse Pijl van 1994, waarin 3 renners van Gewiss-Ballan voorin wegreden. Hij finishte hierin als 23e. Later dat jaar deed hij voor het eerst mee aan de Ronde van Frankrijk, wat hij tot en met 2002 jaarlijks zou doen. 
In 1997 blijkt dat Dekker meer is dan alleen een 'waterdrager', en hij rijdt mee in een ontsnapping in de Tour de France. Later dat jaar wint hij in de Ronde van Nederland de tijdrit en het eindklassement. Met de tijd van de overwinningen is echter ook de tijd van de blessures aangebroken, het jaar 1998 gaat voor een groot deel verloren door een hamstringblessure.
Op 9 oktober 1999 in Verona vertoonde zijn bloed een hematocrietwaarde van 52 en op grond daarvan mocht hij niet meedoen aan de wereldkampioenschappen op de weg, een zwarte bladzijde uit zijn carrière. Hij werd verdacht van het gebruik van doping, EPO, maar een medisch onderzoeksteam dat in 1999 de opdracht van Rabobank kreeg om het te hoge hematocriet van Dekker te onderzoeken gaf aan dat er sprake was van een gekneld zweetbandje, dat de oorzaak zou zijn. De hematoloog die het onderzoek uitvoerde, gaf in 2013 echter aan dat het onderzoek in de 'prullenbak' thuishoorde, omdat het met zeer gebrekkige middelen was uitgevoerd.
De “doorbraak” voor Dekker komt in het jaar erna, 2000. Dat jaar behaalt hij drie etappezeges in de Ronde van Frankrijk, hetgeen als een ongelofelijke prestatie wordt gezien voor iemand die sprinter, noch klimmer, noch klassementsrijder is. Ook wordt Dekker beloond als strijdlustigste renner. Datzelfde jaar behaalt hij ook zijn eerste grote zege in een klassieker; de Clásica San Sebastián.
In 2001 wordt de goede lijn voortgezet: Dekker wint de Amstel Gold Race en het eindklassement van de wereldbeker. In de Tour pakt hij een etappe, na eerder al zijn ploeggenoot Marc Wauters aan de overwinning te hebben geholpen. Aan het eind van dat jaar werd Dekker uitgeroepen tot sportman van het jaar.
Het jaar 2002 begint goed voor Dekker. Hij wint de Tirreno-Adriatico en neemt de eerste plaats in op de Wereldranglijst, maar bij een val in de klassieker Milaan-San Remo breekt hij zijn heup. Hoewel nog niet volledig fit, doet hij mee aan de Ronde van Frankrijk en weet daar in de achtste etappe Karsten Kroon aan de overwinning te helpen. De rest van het seizoen loopt minder soepel.
Heel 2003 wordt gekenmerkt door een knieblessure. In een van zijn vele comebacks van het seizoen wint hij de Grote Prijs Erik Breukink. Aan het eind van het jaar, (oktober), gaat het langzaamaan weer beter. Als blijk daarvan mag hij op het wereldkampioenschap starten.
In 2004 maakt Dekker een ijzersterke comeback. Hij wordt 11e in de wereldbekerwedstrijd Milaan-San Remo en 5e in de Ronde van Vlaanderen. Op 10 april komt hij voor het eerst sinds 2 jaar weer juichend over de finishlijn, in de Ronde van Drenthe. Eind augustus wint hij voor de derde keer de Ronde van Nederland, 1 seconde voor de Rus Vjatsjeslav Jekimov. Op 10 oktober wint Dekker na een monsterontsnapping de wereldbekerwedstrijd Parijs-Tours.
In december van dat jaar wordt bekend dat hij de nieuwe voorzitter wordt van de wielrennersvakbond VVBW. In juni 2005 verlengde hij zijn contract bij Rabobank tot en met het einde van 2006.
Erik Dekker genoot tijdens zijn carrière een grote populariteit onder wielerfans, onder andere vanwege zijn altijd humoristische commentaren na afloop van een koers. Zo had hij tijdens de Ronde van Frankrijk elke dag een bijdrage (Hallo, met Erik!) in het radioprogramma De Avondetappe op Radio 1.
Tijdens de Ronde van Frankrijk van 2006 maakt Dekker een ongelukkige val, wat hem een hersenschudding, enkele gebroken tanden en verwondingen aan het gezicht opleverde. Als gevolg van deze val kondigt Dekker op 7 augustus 2006, enkele maanden eerder dan gepland, het einde van zijn actieve loopbaan aan. Hij zegt het niet meer te kunnen opbrengen om nog een keer terug te komen.
Zijn laatste wedstrijd in Nederland was het criterium de Gouden Pijl in Emmen op 8 augustus, de laatste officiële wedstrijd was op 4 november 2006 op Curaçao.
Na ruim negen jaar ploegleider/coach, nam hij op 1 januari 2016 afscheid van het professionele wielerpeloton.
Zijn zoon David Dekker (1998) is ook wielrenner.

## Belangrijke overwinningen
1994
- Ronde van Zweden

1995
- Ronde van Zweden
- Ronde van Keulen
- GP Jef Scherens

1997
- Nationaal kampioenschap Nederland individuele tijdrit, Elite
- Eindklassement Ronde van Nederland

1999
- Grand Prix Eddy Merckx (koppeltijdrit, met Marc Wauters)

2000
- Nationaal kampioenschap Nederland individuele tijdrit, Elite
- 8e, 11e en 17e etappe Ronde van Frankrijk
- Rode rugnummer in de Ronde van Frankrijk
- Clásica San Sebastián
- Eindklassement Ronde van Nederland

2001
- Eindklassement wereldbeker
- Amstel Gold Race
- 8e etappe Ronde van Frankrijk
- Grand Prix Eddy Merckx (koppeltijdrit, met Marc Wauters)
- Eindklassement Ruta del Sol
- Ronde van Rijnland-Palts
- Guldensporentweedaagse

2002
- Nationaal kampioenschap Nederland individuele tijdrit, Elite
- Tirreno-Adriatico
- Acht van Chaam
- Guldensporentweedaagse

2003
- Eindklassement GP Erik Breukink

2004
- Nationaal kampioenschap Nederland op de weg, Elite
- Eindklassement Ronde van Nederland
- Ronde van Drenthe
- Parijs-Tours

2006
- 1e etappe Internationaal Wegcriterium

Erik Dekker won hiernaast etappes in:
- Ronde van Baskenland
- Ronde van Zweden (6x)
- Ronde van Nederland (3x)
- Rheinland- Pfalz Rundfahrt (4x)
- Ronde van Mallorca
- Ruta del Sol
- Tirreno-Adriatico

## Ereplaatsen
- Olympische Spelen: 2e (1992)
- Wereldkampioenschap voor junioren: 2e (1987)
- Eindklassement wereldbeker wielrennen: 1e (2001)
- Nederlands kampioenschap: 3e (1996), 1e (2004)
- Nederlands kampioenschap (tijdrit): 2e (1997, 1999)
- Ronde van Luxemburg: 2e (1998)
- Rheinland-Pfalz Rundfahrt: 2e (1999)
- Ronde van Nederland: 2e (1999, 2001)
- Ronde van Zweden: 3e (2000)
- Grand Prix Eddy Merckx: 3e (2000) (met Marc Wauters)
- Driedaagse van De Panne: 2e (2001)
- Ronde van Vlaanderen: 2e (2001)
- HEW Cyclassics: 3e (2001)
- Kampioenschap van Zürich: 5e (2001)
- Wereldkampioenschap: 4e (2001)

## Resultaten in voornaamste wedstrijden
| Jaar | Ronde van Italië | Ronde van Frankrijk | Ronde van Spanje |
| ---- | ---------------- | ------------------- | ---------------- |
| 1992 |                  |                     |                  |
| 1993 |                  |                     |                  |
| 1994 |                  | 101e                |                  |
| 1995 |                  | 70e                 |                  |
| 1996 |                  | 74e                 |                  |
| 1997 |                  | 81e                 |                  |
| 1998 |                  | opgave              |                  |
| 1999 |                  | 107e                |                  |
| 2000 | 121e             | 51e (3)             |                  |
| 2001 |                  | 91e (1)             |                  |
| 2002 |                  | 136e                |                  |
| 2003 |                  |                     |                  |
| 2004 |                  | 133e                |                  |
| 2005 |                  | 109e                |                  |
| 2006 |                  | opgave              |                  |

| Jaar | Milaan-San Remo | Gent-Wevelgem | Ronde van Vlaanderen | Parijs-Roubaix | Amstel Gold Race | Luik-Bast.‑Luik | Ronde van Lombardije | Waalse Pijl | Parijs-Tours | Clásica San Sebastián |  | WK op de weg |  | Wereldranglijsten |
| ---- | --------------- | ------------- | -------------------- | -------------- | ---------------- | --------------- | -------------------- | ----------- | ------------ | --------------------- |  | ------------ |  | ----------------- |
| 1992 |                 |               |                      |                |                  |                 | 32e                  |             |              |                       |  |              |  |                   |
| 1993 |                 |               |                      |                | 26e              |                 | 32e                  | 31e         |              | 169e                  |  |              |  |                   |
| 1994 |                 |               |                      |                | opgave           | 76e             | 26e                  | 23e         | 79e          |                       |  | 24e          |  |                   |
| 1995 |                 |               |                      |                |                  |                 | 54e                  |             | 49e          | 43e                   |  |              |  |                   |
| 1996 | 35e             |               |                      |                |                  |                 |                      | 59e         |              |                       |  |              |  |                   |
| 1997 |                 | 68e           | 35e                  | 45e            | 23e              |                 |                      |             |              | 18e                   |  |              |  |                   |
| 1998 |                 |               |                      |                |                  |                 |                      |             |              | 62e                   |  |              |  |                   |
| 1999 | 54e             | 11e           |                      | opgave         | 11e              |                 |                      |             | 17e          | 7e                    |  | opgave       |  |                   |
| 2000 |                 |               |                      |                |                  |                 |                      |             |              | ↑                     |  |              |  |                   |
| 2001 | 21e             |               | ↑                    |                | ↑                | 8e              | 13e                  | 65e         | 13e          | 9e                    |  | 4e           |  | (UWB)             |
| 2002 | opgave          |               |                      |                |                  |                 |                      |             |              |                       |  |              |  |                   |
| 2003 |                 |               |                      |                | opgave           |                 |                      |             | 63e          |                       |  | opgave       |  |                   |
| 2004 | 11e             |               | 5e                   |                | 7e               | 5e              | 12e                  | 26e         | ↑            | 19e                   |  | opgave       |  |                   |
| 2005 | 42e             |               | 24e                  |                | 32e              | 33e             |                      | 24e         |              |                       |  |              |  |                   |
| 2006 | 73e             | 38e           | 22e                  |                | opgave           | 56e             |                      | 48e         |              |                       |  |              |  | 108e (UPT)        |

## Onderscheidingen
Dekker was Nederlands sportman van het jaar in 2001. Hij werd driemaal onderscheiden met de Gerrit Schulte Trofee, in 2000, 2001 en 2004.
| Logo van de Olympische Spelen | Goud | Zilver | Brons | Logo van de Olympische Spelen |
| Olympische Zomerspelen 1992   | 0    | 1      | 0     | Wegwedstrijd                  |

Wielerploegen van Erik Dekker
Daelman ·
De Clercq ·
De Keulenaer ·
Dekker ·
Kokkelkoren ·
Maassen ·
Mulders ·
Nijdam ·
Poels ·
Robeet ·
Rooks · 
Segers ·
Solleveld ·
Vanderaerden ·
E. Van Hooydonck ·
G. Van Hooydonck ·
Veenstra ·

de Vries ·
Zuijderwijk ·
Heirewegh (stagiair) 
Alcalá ·
Daelman ·
Dekker ·
Kokkelkoren (tot 31/08) ·
de Koning ·
Ledanois ·
Maassen ·
Moncassin ·
Moreels ·
Mulders ·
Nijdam ·
Runkel · 
Segers ·
Sherwin ·
Vanderaerden (tot 31/08) ·
Van Hooydonck ·
Zuijderwijk (tot 31/08) ·

van Bon (stagiair) ·
Boogerd (stagiair) 
van Bon ·
Boogerd ·
den Braber ·
Cordes ·
Daelman ·
Dekker ·
Jekimov ·
Jemison ·
de Koning ·
Kvålsvoll ·
Ledanois ·
Maassen ·
Moncassin ·
Moreels ·
Mulders ·
Namtvedt ·
Neljoebin ·
Nijdam ·
Runkel · 
Sherwin ·
Teutenberg ·

Van Hooydonck ·
Van Lancker ·
Wauters ·
Blaudzun (stagiair) ·
Vansevenant (stagiair)
Abdoezjaparov ·
Blaudzun ·
van Bon ·
Boogerd ·
Bouwmans ·
Dekker ·
Jekimov ·
Maassen (tot 15/10) ·
Moncassin ·
Mulders ·
Neljoebin ·
Ozols ·
Piziks · 
Teutenberg ·
Van Den Bossche ·
Van Hooydonck ·
Vogels ·
de Vries ·
Wauters
Blaudzun ·
van Bon ·
Boogerd ·
Boven ·
Breukink ·
Bruyneel ·
Dekker ·
Groenendaal ·
Jekimov ·
Luppes ·
McEwen ·
Moerenhout · 
Nelissen ·
Piziks ·
van der Poel ·
Sørensen ·
Van Hooydonck (tot 30/04) ·
Vierhouten ·
Vogels ·

Hiemstra (stagiair) ·
Reinerink (stagiair) 
Blaudzun ·
van Bon ·
Boogerd ·
Boven ·
Breukink ·
Bruyneel ·
Dekker ·
Groenendaal ·
van Heeswijk ·
Jonasson ·
Jonker ·
Koerts ·
Luppes ·
Luttenberger ·
McEwen ·
Moerenhout · 
Nelissen ·
Piziks ·
van der Poel ·
Sørensen ·
Vierhouten ·
Hiemstra (stagiair) ·
Lotz (stagiair) 
den Bakker ·
van Bon ·
Boogerd ·
Boven ·
Bruinsma ·
Dekker ·
Groenendaal ·
van Heeswijk ·
Hiemstra · 
Jonasson ·
Jonker ·
Koerts ·
Kroon ·
Lotz ·
Luttenberger ·
McEwen ·
Moerenhout · 
Nys ·
van der Poel ·
Sørensen ·
Vierhouten ·
Wauters ·
B. Zberg ·
M. Zberg ·
de Groot (stagiair) ·
Pronk (stagiair) ·
Vlijm (stagiair)
Aebersold ·
den Bakker ·
van Bon ·
Boogerd ·
Boven ·
Dekker ·
Groenendaal ·
de Groot ·
Hiemstra · 
Jonker ·
Kroon ·
Lotz ·
McEwen ·
Moerenhout · 
Nys ·
van der Poel ·
Pronk ·
Sørensen ·
Vierhouten ·
Wauters ·
B. Zberg ·
M. Zberg ·
Vlijm (stagiair) 
Aebersold ·
den Bakker ·
Boerman ·
van Bon ·
Boogerd ·
Boven ·
Dekker ·
Duijn · 
Engels ·
Groenendaal ·
de Groot ·
Hayman · 
de Jongh ·
de Knegt ·
Kroon ·
Lotz ·
Niermann ·
Nys ·
van der Poel (tot 28/02) ·
Pronk ·
Sørensen ·
Vierhouten ·
Wauters ·
B. Zberg ·
M. Zberg ·
Traksel (stagiair) 
den Bakker ·
Boerman ·
Boogerd ·
Boven ·
Dekker ·
Duijn · 
Engels ·
Groenendaal ·
de Groot ·
Hayman · 
de Jongh ·
de Knegt ·
Kroon ·
Lotz ·
Löwik ·
Niermann ·
Nys ·
Pronk ·
Traksel ·
Veneberg ·
Verheyen ·
Vierhouten ·
Wauters ·
B. Zberg ·
M. Zberg
den Bakker ·
Boerman ·
Boogerd ·
Boven ·
Dekker ·
Duijn · 
Engels ·
Groenendaal ·
de Groot ·
Hayman · 
de Jongh ·
Kroon ·
Leipheimer ·
Lotz ·
Mutsaars ·
Niermann ·
Nys ·
Pronk ·
Sentjens ·
Traksel ·
Veneberg ·
Verheyen ·
Wauters ·
B. Zberg ·
M. Zberg
den Bakker ·
Bartko ·
Boogerd ·
Boven ·
Dekker ·
De Weert ·
Engels ·
Freire · 
de Groot ·
Hayman · 
Hunter ·
de Jongh ·
Kroon ·
Leipheimer ·
Lotz ·
Mutsaars ·
Niermann ·
Nys ·
Rasmussen ·
Sentjens ·
Traksel ·
Veneberg ·
Wauters ·
Wielinga ·
Zberg ·
Dekkers (stagiair) ·
Elijzen (stagiair) ·
de Kort (stagiair) 
den Bakker ·
Bartko ·
Boogerd ·
Boven ·
E. Dekker ·
Dekkers ·
De Weert ·
Freire  · 
de Groot ·
Hayman · 
Hunter ·
de Jongh ·
Kroon ·
Leipheimer ·
Lotz ·
Mutsaars ·
Niermann ·
Posthuma ·
Rasmussen ·
Sentjens ·
Traksel ·
Veneberg ·
Wauters ·
Weening ·
Wielinga ·
T. Dekker (stagiair) ·
Eltink (stagiair) 
den Bakker ·
Boogerd ·
Boven ·
E. Dekker ·
T. Dekker ·
Eltink ·
Freire  · 
de Groot ·
Hayman · 
Horrillo ·
de Jongh ·
Kolobnev ·
Kroon ·
Löwik ·
Mensjov ·
Mutsaars ·
Niermann ·
Posthuma ·
Rasmussen ·
Scheuneman ·
Sentjens ·
Sutherland (tot 30/09) ·
Vastaranta ·
Veneberg ·
Wauters ·
Weening ·
Wielinga
Ardila ·
Boogerd ·
Boven ·
Brown ·
E. Dekker ·
T. Dekker ·
Eltink ·
Flecha ·
Freire · 
de Groot ·
Hayman · 
Horrillo ·
Kolobnev ·
Löwik ·
de Maar ·
Mensjov ·
Niermann ·
Posthuma ·
Rasmussen ·
Reus ·
Scheuneman ·
Sentjens ·
Vastaranta ·
Veneberg ·
Walker ·
Wauters ·
Weening
- Gemeinsame Normdatei: 133252698
- International Standard Name Identifier: 0000 0003 8321 8998
- Library of Congress Control Number: n2007037643
- Nederlandse Thesaurus van Auteursnamen: 249954214
- Virtual International Authority File: 267579310
- WorldCat: E39PBJfRD7KHGxYmvHrbTTHHmd